# Hygieia

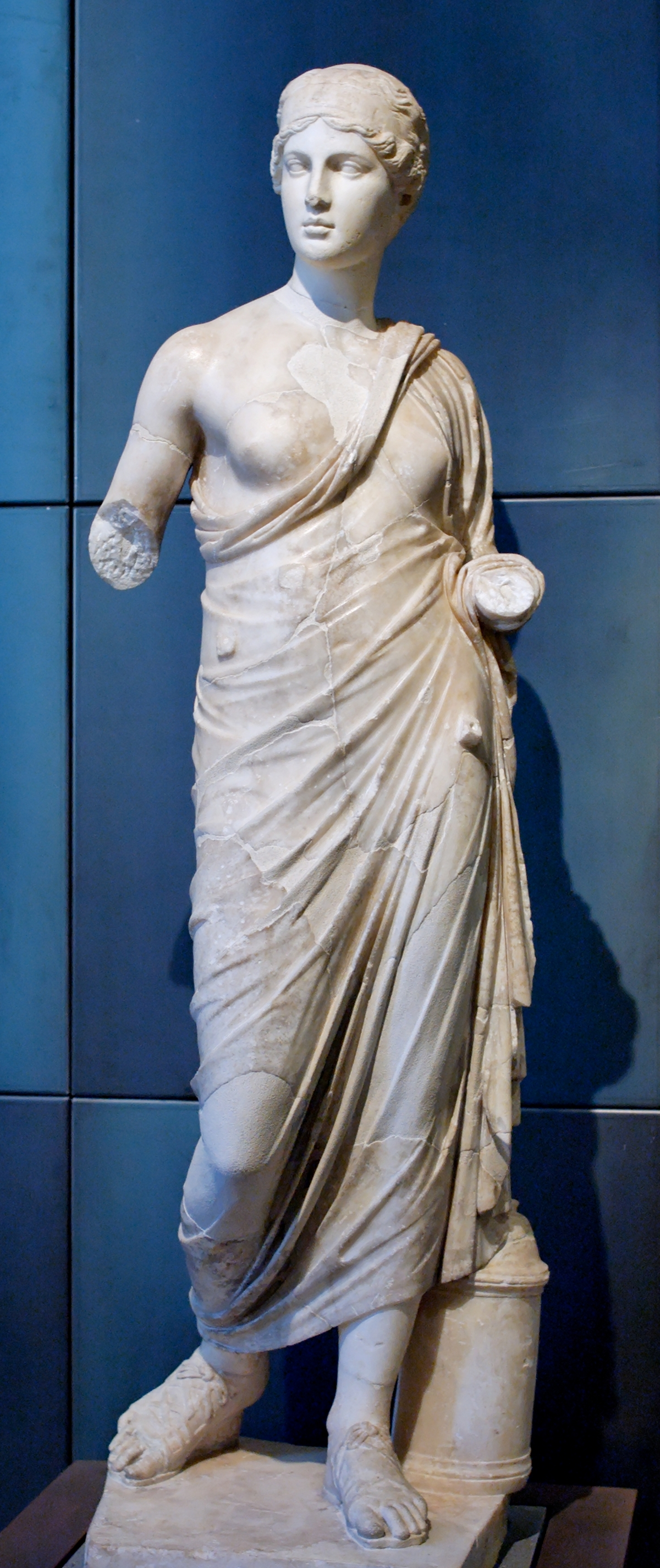
Staty av Hygieia

Hygieia var, i den grekiska mytologin, hälsans och renhetens gudinna. Det är från hennes namn ordet hygien har sitt ursprung. Hon var dotter till Asklepios. Hennes motsvarigheter i romerska mytologin är Salus och Valetudo. Hygieias symbol är ormskålen.